# Micrurus hemprichii
Micrurus hemprichii este o specie de șerpi din genul Micrurus, familia Elapidae, descrisă de Jan 1858.

## Subspecii
Această specie cuprinde următoarele subspecii:
- M. h. hemprichii
- M. h. ortoni
- M. h. rondonianus